# Parabatyle sanguiniventris
Parabatyle sanguiniventris är en skalbaggsart som först beskrevs av Louis Alexandre Auguste Chevrolat 1862.  Parabatyle sanguiniventris ingår i släktet Parabatyle och familjen långhorningar. Inga underarter finns listade i Catalogue of Life.